# 사노 게이타
사노 게이타(일본어: 佐野 恵太, 1994년 11월 28일~)는 일본의 프로 야구 선수이며, 현재 센트럴 리그인 요코하마 DeNA 베이스타스의 소속 선수(내야수, 외야수)이다. 오카야마현 오카야마시 미나미구 출신이다.
난카이 호크스 → 후쿠오카 다이에 호크스와 세이부 라이온스 등에서 외야수로 활약했던 전 프로 야구 선수 사사키 마코토는 외삼촌에 해당된다.

## 인물

### 프로 입단 전
고료 고등학교 시절에는 2학년 때부터 내야수로서 벤치에 들어갔다가 나중에는 포수로 전향했다. 3학년 때 여름에 개최된 전국 고등학교 야구 선수권 히로시마 대회에서는 3차전에서 홈런을 날렸지만 이 경기에서 패했다. 결국 재학 중에는 춘계와 하계 모두 한신 고시엔 구장에서의 전국 대회에 출전할 수 없었다.
고교 졸업 후에 진학한 메이지 대학에서는 2학년 때부터 도쿄 6대학 야구 리그전에 출전했는데 주로 1루를 지켰으며 4번 타자를 맡기도 했다. 메이지 대학 시절에는 리그전에서 통산 63경기에 출전하여 타율 2할 7푼(200타수 54안타), 6홈런, 33타점 등의 성적을 남겼다.
2016년 프로 야구 드래프트 회의에서는 요코하마 DeNA 베이스타스로부터 9순위로 지명됐는데 지배하 등록 선수로서의 지명에서는 전체 87명 가운데 84번째이며 센트럴 리그에서는 마지막 지명이었다. 이 지명에 즈음해서는 메이지 대학의 선배이자 OB이기도 한 다카다 시게루 단장(당시)이 대타로서 사노의 적성을 평가했다고 여겨졌다. 결국은 계약금 2,500만 엔과 연봉 670만 엔(금액은 추정치)이라는 조건으로 입단했고 등번호는 44번이 됐다.

### 프로 입단 후

#### 2017년
그해 춘계 스프링 캠프에서 1군에 대동했고 시범 경기에서의 타격이 수뇌진으로부터 높은 평가를 받은 것에 의해서 개막은 1군에 입성했다. 3월 31일 도쿄 야쿠르트 스왈로스와의 정규 시즌 개막전(메이지 진구 야구장)에서는 7회초에 대타로 1군 공식전에 데뷔했다. 이후의 경기에서도 대타로서의 기용이 잇따랐지만 4월 9일 주니치 드래곤스전(나고야 돔)에서는 6번 타자 겸 1루수로서 첫 선발 출전을 이뤘다. 정규 시즌 중에는 두 차례나 1군과 2군을 오갔고 6월 12일 이후에는 1군에서 멀어지다 보니 1군에서의 정규 시즌은 전체적으로 18경기 출전하여 타율 0.095(21타수 2안타)에 그쳤다. 그런 한편으로 이스턴 리그(2군) 정규 시즌에서는 77경기에 출전하여 팀내 최고 성적인 11홈런을 기록했다. 육성 선수를 포함해도 포수가 6명 밖에 활약하고 있지 않은데도 불구하고 1군에서 포수 3인제를 채택하는 팀내 사정을 배경으로 포수로서도 12경기에 출전했다. 이어진 7월 13일에 구사나기 구장에서 열린 프레시 올스타전에서는 이스턴 리그 선발 5번 타자 겸 1루수로서 전 경기에 출전했다. 시즌 종료 후에는 중화민국에서 개최된 아시아 윈터 베이스볼 리그에 NPB 이스턴 리그 선발팀의 4번 타자로서 출전하여 NPB 선발팀을 첫 우승으로 이끌며 대회 MVP에 선정됐다.

#### 2018년
전년도와 마찬가지로 정규 시즌 개막을 1군에서 맞이했고 대타를 중심으로 13경기에 출전했다. 하지만 14타수 무안타라는 부진한 성적으로 4월 30일에 출전 선수 등록이 한때 말소됐다. 5월 31일에는 1군에 다시 등록되면서 6월 1일 후쿠오카 소프트뱅크 호크스전(후쿠오카 야후오쿠! 돔)에서는 5번 타자 겸 좌익수로서 선발 기용됐다. 이 경기에서는 2회말에 첫 번째 타석에서 1군 데뷔 첫 홈런을 센가 고다이에게서 기록했다. 시즌 전체적으로 73경기에 출전하여 타율 2할 3푼, 5홈런, 14타점 등의 성적을 남겼다.

#### 2019년
3년 연속으로 시즌을 1군에서 시작했다. 주니치와의 개막 카드(요코하마 스타디움)에서는 1차전(3월 29일)에 대타로서 2점 적시 2루타를 때렸고, 곤도 아키히토(전신 구단인 요코하마 베이스타스의 초대 감독으로 3월 27일에 80세의 일기로 타계)의 추모 경기로 열린 3차전(31일)에서는 대타로 타석에 들어서며 끝내기 안타를 날렸다. 3차전 경기 후에는 곤도의 쓰야가 열리면서 끝내기 안타를 때려낸 공은 자신의 희망으로 오카무라 신고 구단 사장을 통해서 곤도의 유족에게 기증했다. 이어진 4월 4일 야쿠르트전(메이지 진구 야구장)에서는 7회초에 대타로서 데뷔 후 첫 만루 홈런을 때려냈다. 이러한 승부욕을 배경으로 4월 하순 이후의 경기에서는 주로 우익수, 후반기 시작 초에는 5번 타자로서 선발에도 수시로 기용됐다. 8월 중순부터는 한때 4번 타자로 발탁된 적이 있다.

## 플레이 스타일
- 장타력과 선구안을 겸비한 왼쪽 장거리 타자이며 스윙 속도가 빠르다.
- 내야수로서 등록된 DeNA 입단 1년차인 2017년에는 위에서 말한 팀의 사정으로 학창 시절의 포수 경험을 배경으로 이스턴 리그 공식전 12경기에서 마스크를 착용했다. 이어 1군과 2군을 통해 공식전에서 외야 수비도 했다.[5]

## 상세 정보

### 출신 학교
- 고료 고등학교
- 메이지 대학

### 선수 경력
- 요코하마 DeNA 베이스타스(2017년~)

### 수상·타이틀 경력

#### 타이틀
- 수위 타자: 1회(2020년)
- 최다 안타: 1회(2022년)

#### 수상
- 베스트 나인: 2회(2020년, 2022년) ※외야수 부문
- 월간 MVP: 1회(2020년 8월) ※야수 부문

### 개인 기록

#### 첫 기록
- 첫 출장: 2017년 3월 31일, 대 도쿄 야쿠르트 스왈로스 1차전(메이지 진구 야구장), 8회초에 신도 다쿠야의 대타로 출장
- 첫 타석: 상동, 이시야마 다이치로부터 3루 파울 플라이
- 첫 안타·첫 타점: 2017년 4월 8일, 대 주니치 드래건스 2차전(나고야 돔), 7회초에 와카마쓰 슌타로부터 중전 적시타
- 첫 선발 출장: 2017년 4월 9일, 대 주니치 드래건스	3차전(나고야 돔), 6번·1루수로 선발 출장
- 첫 홈런: 2018년 6월 1일, 대 후쿠오카 소프트뱅크 호크스 1차전(후쿠오카 야후오쿠! 돔), 2회초에 센가 고다이로부터 우월 솔로 홈런
- 첫 도루: 2018년 6월 16일, 대 오릭스 버펄로스 2차전(교세라 돔 오사카), 7회초에 2루 안착(투수: 브랜든 딕슨, 포수: 와카쓰키 겐야)

#### 기타
- 올스타전 출장: 3회(2021년, 2022년, 2023년)

### 등번호
- 44(2017년~2020년)
- 7(2021년~)

### 연도별 타격 성적
| 연 도     | 소 속     | 경 기 | 타 석 | 타 수 | 득 점 | 안 타 | 2 루 타 | 3 루 타 | 홈 런 | 루 타 | 타 점 | 도 루 | 도 루 자 | 희 생 번 | 희 생 플 | 볼 넷 | 고 4 | 사 구 | 삼 진 | 병 살 타 | 타 율 | 출 루 율 | 장 타 율 | O P S |
| --------- | --------- | ----- | ----- | ----- | ----- | ----- | ------- | ------- | ----- | ----- | ----- | ----- | -------- | -------- | -------- | ----- | ---- | ----- | ----- | -------- | ----- | -------- | -------- | ----- |
| 2017년    | DeNA      | 18    | 24    | 21    | 1     | 2     | 1       | 0       | 0     | 3     | 1     | 0     | 0        | 0        | 0        | 3     | 0    | 0     | 5     | 0        | .095  | .208     | .143     | .351  |
| 2018년    | DeNA      | 73    | 130   | 126   | 6     | 29    | 4       | 0       | 5     | 48    | 14    | 1     | 0        | 0        | 1        | 3     | 0    | 0     | 26    | 3        | .230  | .246     | .381     | .627  |
| 2019년    | DeNA      | 89    | 215   | 200   | 23    | 59    | 10      | 0       | 5     | 84    | 33    | 0     | 0        | 0        | 0        | 13    | 1    | 2     | 39    | 9        | .295  | .344     | .420     | .764  |
| 2020년    | DeNA      | 106   | 451   | 402   | 48    | 132   | 20      | 1       | 20    | 214   | 69    | 0     | 0        | 0        | 3        | 42    | 1    | 4     | 58    | 13       | .328  | .395     | .532     | .927  |
| 2021년    | DeNA      | 143   | 615   | 545   | 73    | 165   | 34      | 2       | 17    | 254   | 72    | 0     | 1        | 0        | 4        | 61    | 1    | 5     | 73    | 14       | .303  | .376     | .466     | .842  |
| 2022년    | DeNA      | 133   | 574   | 526   | 63    | 161   | 29      | 1       | 22    | 258   | 72    | 2     | 1        | 0        | 1        | 43    | 3    | 4     | 57    | 14       | .306  | .362     | .490     | .853  |
| 2023년    | DeNA      | 141   | 613   | 560   | 67    | 148   | 26      | 2       | 13    | 217   | 65    | 0     | 2        | 0        | 3        | 46    | 4    | 4     | 77    | 9        | .264  | .323     | .388     | .711  |
| 통산: 7년 | 통산: 7년 | 703   | 2622  | 2380  | 281   | 696   | 124     | 6       | 82    | 1078  | 326   | 3     | 4        | 0        | 12       | 211   | 10   | 19    | 335   | 62       | .292  | .353     | .453     | .806  |

- 2023년 시즌 종료 기준
- 굵은 글씨는 시즌 최고 성적.

### 연도별 타격 성적 소속 리그내에서의 순위
| 연 도 | 연 령 | 리 그       | 타 율 | 안 타 | 2 루 타 | 3 루 타 | 홈 런 | 타 점 | 도 루 | 출 루 율 |
| ----- | ----- | ----------- | ----- | ----- | ------- | ------- | ----- | ----- | ----- | -------- |
| 2017  | 23    | 센트럴 리그 | -     | -     | -       | -       | -     | -     | -     | -        |
| 2018  | 24    | 센트럴 리그 | -     | -     | -       | -       | -     | -     | -     | -        |
| 2019  | 25    | 센트럴 리그 | -     | -     | -       | -       | -     | -     | -     | -        |
| 2020  | 26    | 센트럴 리그 | 1위   | 4위   | -       | -       | 7위   | 8위   | -     | 4위      |
| 2021  | 27    | 센트럴 리그 | 6위   | 2위   | 3위     | -       | -     | 7위   | -     | 4위      |
| 2022  | 28    | 센트럴 리그 | 3위   | 1위   | 8위     | -       | 10위  | 8위   | -     | 5위      |
| 2023  | 29    | 센트럴 리그 | -     | 4위   | -       | -       | -     | 10위  | -     | -        |

- 연도에서 굵은 글씨는 규정 타석에 도달한 연도
- ‘-’는 10위 미만(타율, 출루율은 규정 타석에 도달하지 않은 경우에도 ‘-’로 표기)

### 연도별 수비 성적
| 연도 | 소속 | 1루   | 1루   | 1루   | 1루   | 1루   | 1루      | 외야  | 외야  | 외야  | 외야  | 외야  | 외야     |
| 연도 | 소속 | 경 기 | 척 살 | 보 살 | 실 책 | 병 살 | 수 비 율 | 경 기 | 척 살 | 보 살 | 실 책 | 병 살 | 수 비 율 |
| ---- | ---- | ----- | ----- | ----- | ----- | ----- | -------- | ----- | ----- | ----- | ----- | ----- | -------- |
| 2017 | DeNA | 1     | 7     | 0     | 0     | 2     | 1.000    | 3     | 4     | 0     | 0     | 0     | 1.000    |
| 2018 | DeNA | 13    | 64    | 8     | 0     | 5     | 1.000    | 22    | 18    | 2     | 0     | 0     | 1.000    |
| 2019 | DeNA | 7     | 35    | 2     | 1     | 4     | .974     | 55    | 68    | 0     | 1     | 0     | .986     |
| 2020 | DeNA | -     | -     | -     | -     | -     | -        | 105   | 169   | 6     | 4     | 1     | .978     |
| 2021 | DeNA | -     | -     | -     | -     | -     | -        | 141   | 190   | 6     | 4     | 2     | .980     |
| 2022 | DeNA | 90    | 408   | 42    | 1     | 38    | .998     | 98    | 125   | 3     | 3     | 1     | .977     |
| 2023 | DeNA | 70    | 351   | 37    | 3     | 33    | .992     | 109   | 137   | 6     | 2     | 1     | .986     |
| 통산 | 통산 | 181   | 865   | 89    | 5     | 82    | .995     | 533   | 711   | 23    | 14    | 5     | .981     |

- 2023년 시즌 종료 기준
- 굵은 글씨는 시즌 최고 성적.

### 주해
1. ↑  구로바네 도시키가 홋카이도 닛폰햄 파이터스로 이적(2017년 7월 6일)하기까지는 7명이었다. 또한 육성 선수였던 아미야 게이쇼는 포수로 등록하면서 이스턴 리그에 출전한 경기 대부분은 1루수로 기용됐다.

### 출전
1. ↑  “DeNA - 契約更改 - プロ野球”. 닛칸 스포츠. 2023년 12월 19일에 확인함.
2. ↑  SANKEI DIGITAL INC (2016년 12월 11일). “【プロ野球通信】「目標は伯父の佐々木誠です」 元パ首位打者の甥っ子 明大・佐野恵太がDeNAに入団”. 《産経ニュース》 (일본어). 2020년 6월 13일에 확인함.
3. ↑  一般財団法人 東京六大学野球連盟 リーグ戦・選手個人通算成績 - 도쿄 6대학 야구 연맹 홈페이지
4. ↑  「どっちが打てるんだ?」　DeNA“84番目の男”を生んだドラフト席上の一言 - Full-count, 2017년 2월 18일
5. 1 2  2017年度 横浜DeNAベイスターズ 個人守備成績（イースタン・リーグ） - 일본 야구 기구 공식 홈페이지
6. ↑  2017年度フレッシュオールスター・ゲーム　試合結果 - 일본 야구 기구 공식 홈페이지
7. ↑  “2017アジアウインターベースボールリーグ（AWB）NPBメンバー一覧”. 일본 야구 기구. 2017년 11월 17일. 2017년 11월 19일에 확인함.
8. ↑  “イースタン選抜が初優勝　大会MVPにDeNA佐野”. 닛칸 스포츠. 2017년 12월 17일. 2017년 12월 18일에 확인함.
9. ↑  “DeNA佐野、今季初安打がプロ初本塁打　サイレントトリートメントで祝福”. FullCount. 2018년 6월 1일. 2018년 6월 8일에 확인함.
10. ↑  “ダチョウ上島に唇奪われたDeNA佐野がサヨナラ打”. 닛칸 스포츠. 2019년 3월 31일. 2019년 4월 1일에 확인함.
11. ↑  “DeNA球団社長、劇的勝利球を近藤昭仁さん遺族へ”. 닛칸 스포츠. 2019년 3월 31일. 2019년 4월 1일에 확인함.
12. ↑  “DeNA佐野、代打満塁弾!今季4の4　ラミ監督「アンビリーバブル！」”. 스포츠 닛폰. 2019년 4월 4일. 2019년 4월 5일에 확인함.
13. ↑  “新打線「創設2日目」で形　2番筒香が口火”. 닛칸 스포츠. 2019년 7월 16일. 2019년 7월 28일에 확인함.
14. ↑  “セ・リーグ6球団　四番打者事情は?”. 슈칸 베이스볼. 2019년 9월 3일. 2019년 9월 3일에 확인함.